# Зарајске фигурице Венере
Фигурице Венере из Зарајска су две палеолитске скулптуре женског тела. Обе су направљена од мамутске слоноваче. Старост ових фигурица Венере је око 20 000 до 14  000 година пре нове ере; потичу из граветијенског периода. Зарајск је руски град који се налази између Москве и Рјазања. Статуете су 2005. године пронашли Хизри Амирханов и Сергеј Лев. Налази из Зарајска показују карактеристике како авдејевске тако и костјонске културе .
Локација ископавања је испод зидина Зарајског Кремља. Скулптуре се чувају у локалном музеју. Такозвана фигурица бр. 1 је 16,6 cm висине, приказује женско тело без лица. Претпоставља се да је жена приказана трудном. Фигура бр. 2 није завршена и 7,4 cm је висок. Обе фигурице су пронађене једна близу друге и биле су прекривене лопатицом мамута. Обоје су биле положене у ситном песку, а крај главе је постављен црвени окер.‍:85
- Фигурица Венере бр. 1 из Зарајска
- Фигурица Венере бр. 2 из Зарајска
- Ископавање фигурица